# ریچل بروک اسمیت
ریچل بروک اسمیت (انگلیسی: Rachele Brooke Smith؛ زادهٔ ۷ نوامبر ۱۹۸۷) یک هنرپیشه و هنرمند رقص اهل ایالات متحده آمریکا است. وی از سال ۲۰۰۸ میلادی تاکنون مشغول فعالیت بوده‌است.

## گزیدهٔ آثار

### سینما
- برلسک (۲۰۱۰)
- مرد آهنی ۲ (۲۰۱۰)
- دوباره ۱۷ (۲۰۰۹)

### تلویزیون
- دارودسته (۲۰۱۱)
- آشنایی با مادر (۲۰۱۰)
- گلی (۲۰۱۰)